# Dave Robinson
Richard David Robinson (Mount Holly, 3 maggio 1941) è un ex giocatore di football americano statunitense che ha giocato nel ruolo di linebacker nei Green Bay Packers e nei Washington Redskins della National Football League (NFL). È stato inserito nella Pro Football Hall of Fame nel 2013.

## Carriera professionistica
Robinson fu scelto nel primo giro del Draft NFL 1963 dai Green Bay Packers. I Packers decisero di spostare Robinson da defensive end a linebacker. Dopo aver svolto il ruolo di riserva di Dan Currie nella sua stagione da rookie, Robinson divenne il linebacker sinistro titolare dei Packers e mantenne quel ruolo fino al 1972. A fianco del leggendario middle linebacker Ray Nitschke e del Pro Bowler Lee Roy Caffey, i tre formarono uno dei reparti di linebacker migliori della storia della NFL. Robinson non solo era deputato a difendere sulle corse ma anche sui passaggi. Coi Packers totalizzò 21 intercetti, inclusi cinque nel 1966, guidando la squadra insieme al cornerback Bob Jeter. Robinson disputò due Super Bowl, vincendo un totale di tre campionati NFL coi Packers (1965, 1966, 1967). All'epoca si guadagnò la fama di essere un giocatore che faceva la differenza soprattutto nelle partite più importanti. L'esempio fu lampante fu forse nella finale del campionato NFL nel 1966 contro i Dallas Cowboys. Su una situazione di quarto down sulla linea delle due yard dei Packers, Robinson pressò il quarterback dei Cowboys Don Meredith che tentò un passaggio disperato che venne intercettato dalla safety Tom Brown nella end zone, mantenendo il punteggio sul 34-27 che diede la vittoria ai Packers.
Dopo il ritiro dell'allenatore futuro membro della Hall of Fame Vince Lombardi dopo la vittoria nel Super Bowl II, la squadra iniziò un periodo di declino sotto il nuovo capo-allenatore (ed ex coordinatore difensivo) Phil Bengtson. A livello individuale però, Robinson continuò a brillare, venendo inserito nel First-team All-Pro nel 1968 e 1969. Robinson nel 1970 fu bloccato da un infortunio al tendine d'Achille ma tornò in tempo per l'inizio della stagione 1971. Bengtson nel frattempo era stato sostituito come capo-allenatore da Dan Devine. Robinson non andò d'accordo con Devine e come affermò in seguito, mentre sentiva che Vince Lombardi fosse il miglior allenatore per cui avesse mai giocato, Devine fu il peggiore a qualsiasi livello: scuola superiore, college e professionistico. Nella prima stagione di Devine la squadra terminò con un record di 4-8-2 mentre nella seconda salì a 10-4 vincendo il titolo della NFC Central division, in quella che fu l'ultima stagione del linebacker con l'uniforme dei Packers.
Robinson terminò la sua carriera nei Washington Redskins nel periodo 1973–1974, giocando per un altro futuro allenatore della Hall of Fame, George Allen. In seguito dichiarò di aver accettato di trasferirsi ai Redskins perché non avrebbe giocato più una sola partita sotto Devine. Robinson continuò a giocare ad alto livello nella nuova squadra, intercettando quattro passaggi nella sua prima stagione coi Redskins. Il 14 ottobre 1973, Robinson ritornò uno di questi intercetti per 28 yard segnando l'unico touchdown della carriera nella vittoria 21-3 dei Redskins sui New York Giants. Robinson si ritirò dalla NFL nell'agosto 1975.

## Palmarès
- (1) Campionato NFL (1965)
- (2) Vittorie del Super Bowl (I, II)
- (3) Pro Bowl (1966, 1967, 1969)
- (3) All-Pro (1967, 1968, 1969)
- MVP del Pro Bowl (1967)
- Formazione ideale della NFL degli anni 1960
- Pro Football Hall of Fame (classe del 2013)
- College Football Hall of Fame

## Statistiche
| Partite totali    | 155 |
| Intercetti        | 27  |
| Touchdown         | 1   |
| Fumble recuperati | 12  |